# Dub (Kondrac)
Dub (Duits: Dub of Dub bei Kondratz) is een Tsjechische plaats in de gemeente Kondrac, regio Midden-Bohemen, en maakt deel uit van het district Benešov. Het dorp ligt op ongeveer 2 kilometer afstand van Kondrac.
Dub telt 89 inwoners (2021).

## Geschiedenis
De eerste schriftelijke vermelding van het dorp dateert van 1390. De naam van het dorp is afgeleid van een - inmiddels - monumentale eik, die in vroeger tijden in de buurt van het pad naar Louňovice pod Blaníkem en Vlašim stond. Op de plek waar Dub zou verrijzen, bouwde een boer een hoeve. Hij breidde deze later uit tot een hofstede, waardoor er een landgoed ontstond. 
Aan het begin van de 14e eeuw werd door de heren van Vlašim een schout in Dub aangesteld, onder wiens gezag de nabijgelegen dorpen Polánka, Hradiště en een deel van de gemeente Ostrov vielen. Michal z Dubu werd in 1390 als eerste schout vermeld. In verband met de kolonisatie van Dub en Hradiště, werd aan de rivier de Blanice een watermolen gebouwd, ook wel de Molen beneden Hradiště genoemd (huidige naam: Vítův).
In 1960 werd Dub, samen met Kondrac, ingedeeld bij het district Benešov.

## Verkeer en vervoer

### Autowegen
Er leidt een regionale weg naar het dorp.

### Spoorlijnen
Er is geen station in Dub. Het dichtstbijzijnde station is in Vlašim, op zo'n 4,5 kilometer afstand. Dat station ligt aan de spoorlijn Benešov - Trhový Štěpánov.

### Buslijnen
Er zijn drie bushaltes in en nabij het dorp:
| Halte               | Lijn    | Traject                               | Vervoerder               |
| ------------------- | ------- | ------------------------------------- | ------------------------ |
| Kondrac, Dub        | 458 854 | Vlašim - Mladá Vožice Vlašim - Placov | CŠAD Benešov             |
| Kondrac, Vítův Mlýn | 453 758 | Tábor - Vlašim Vlašim - Benešov       | COMETT PLUS CŠAD Benešov |
| Hradiště, Rozchod   | 453 758 | Tábor - Vlašim Vlašim - Benešov       | COMETT PLUS CŠAD Benešov |

## Bezienswaardigheden
- Dorpskapel;
- Vítův mlýn, een monumentale watermolen nabij het dorp.

## Galerij

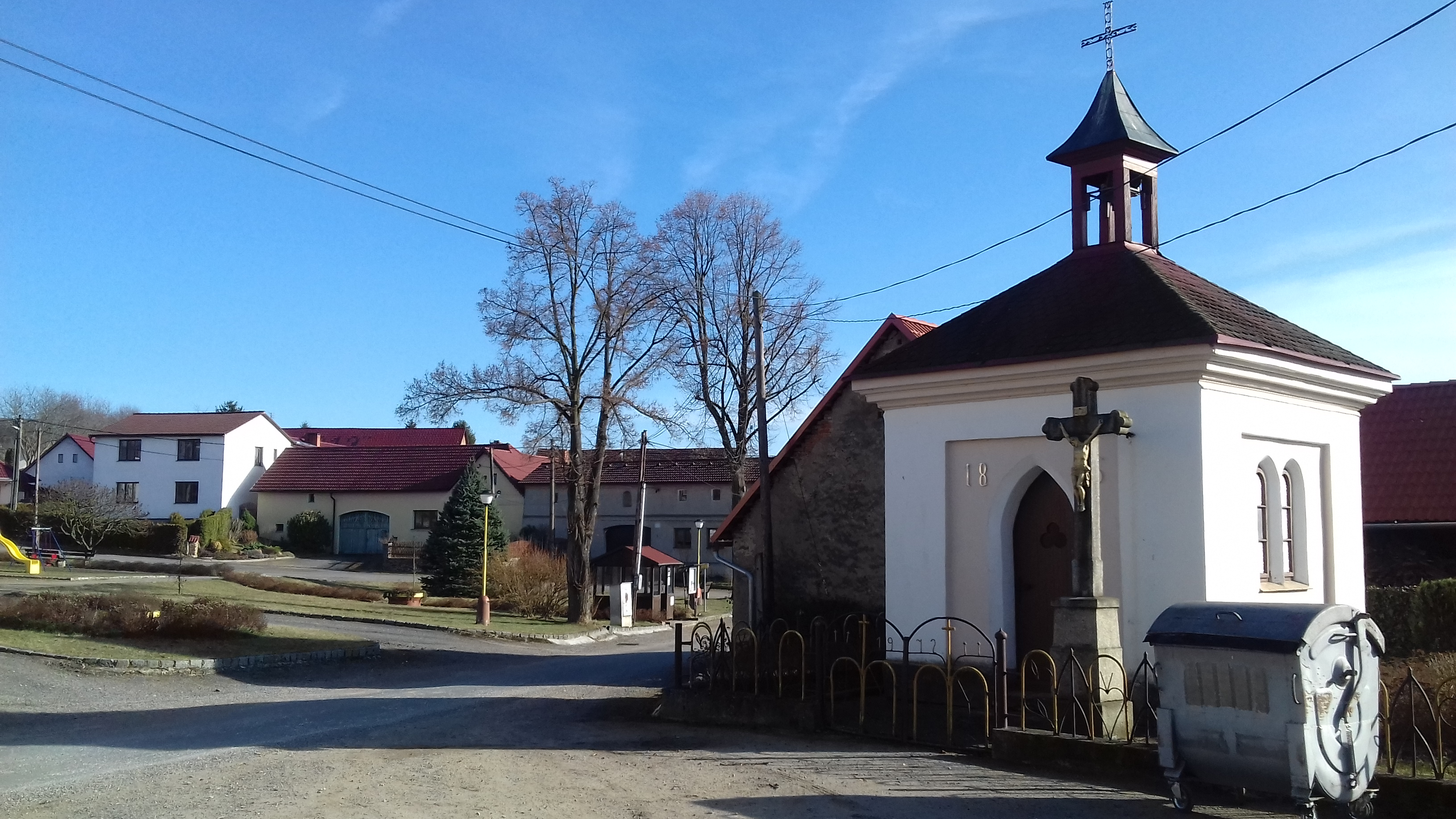
Dorpskapel (2017)
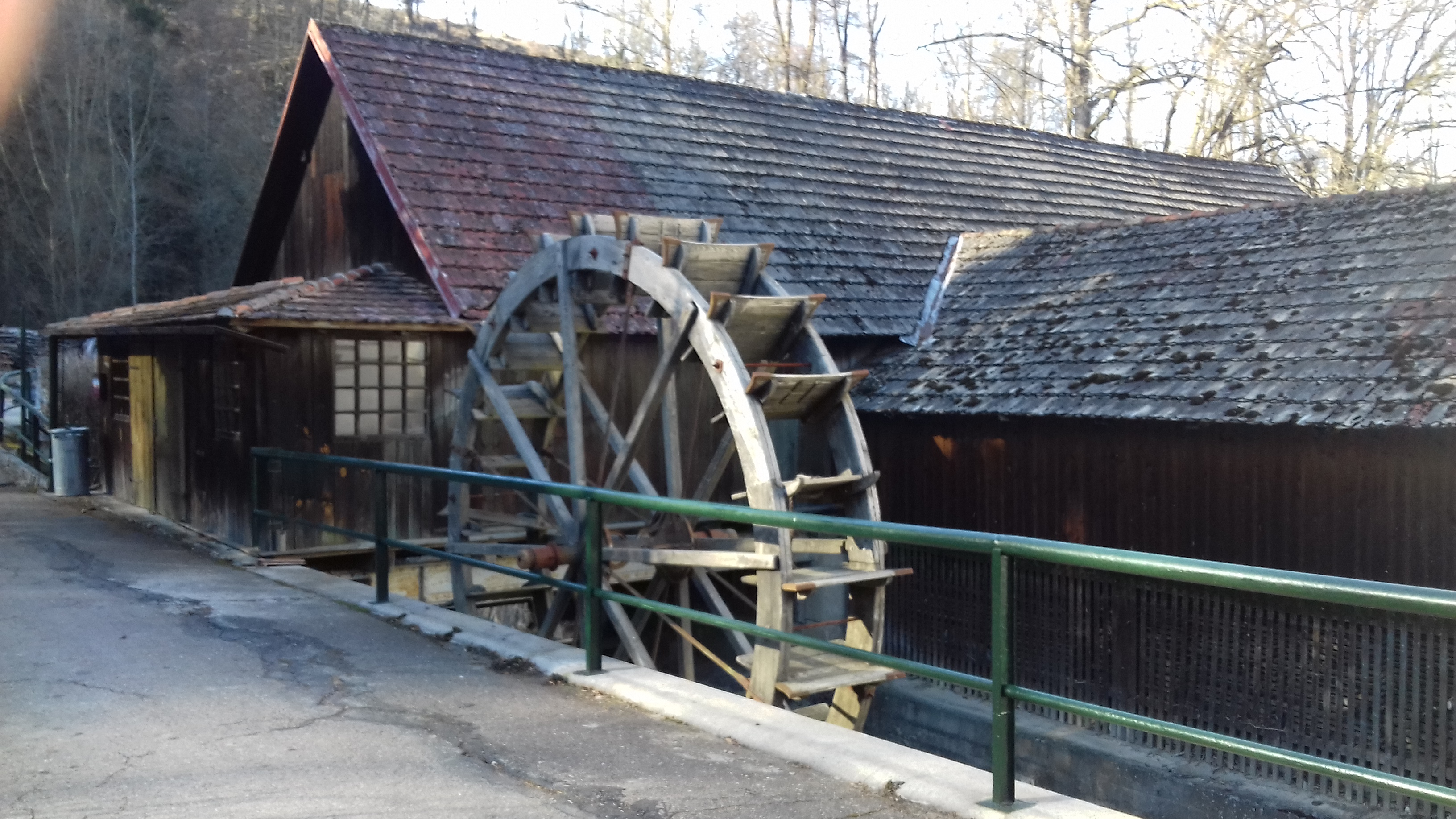
Vítův mlýn (2017)
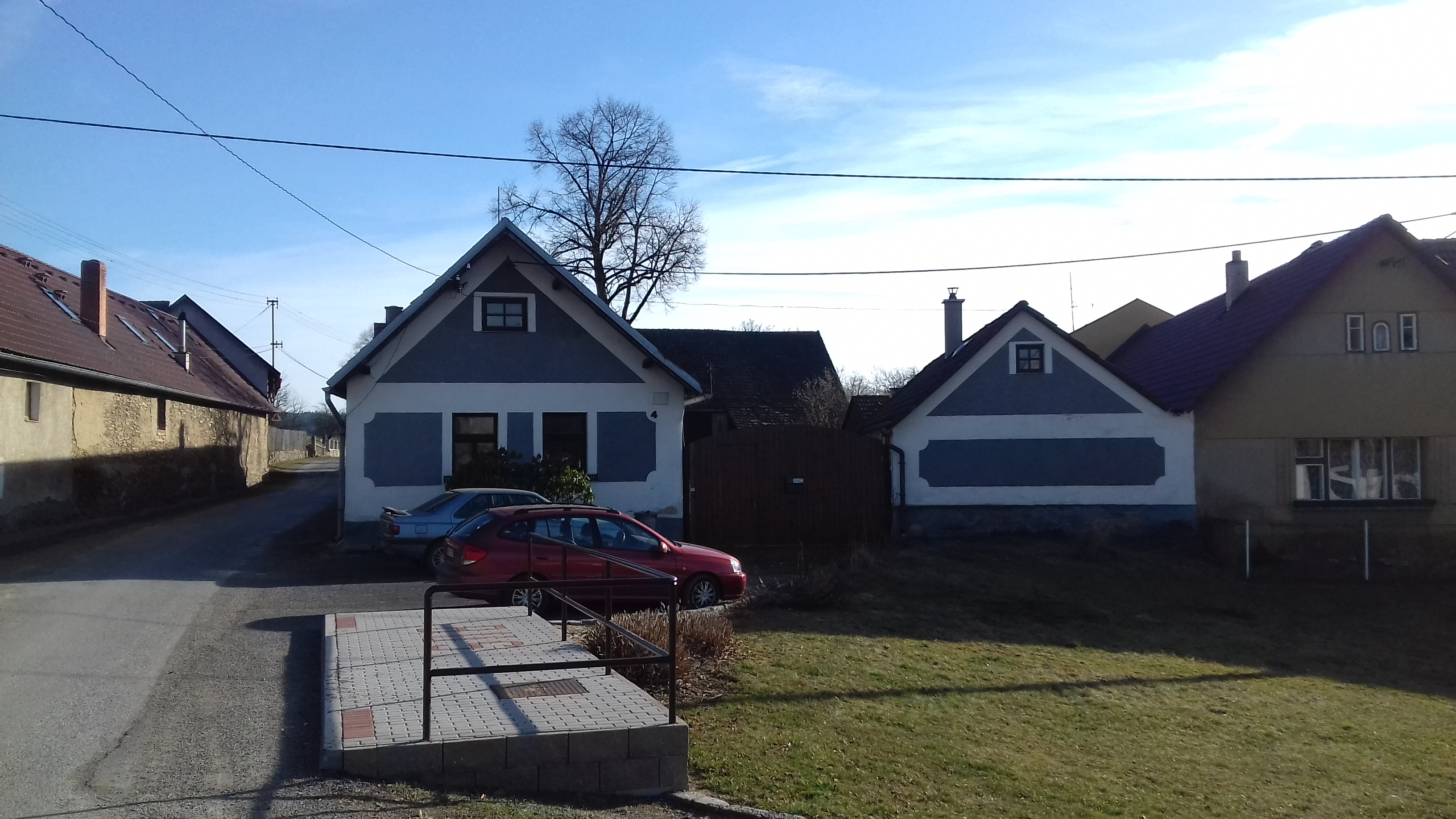
Huizen in het dorp (2017)
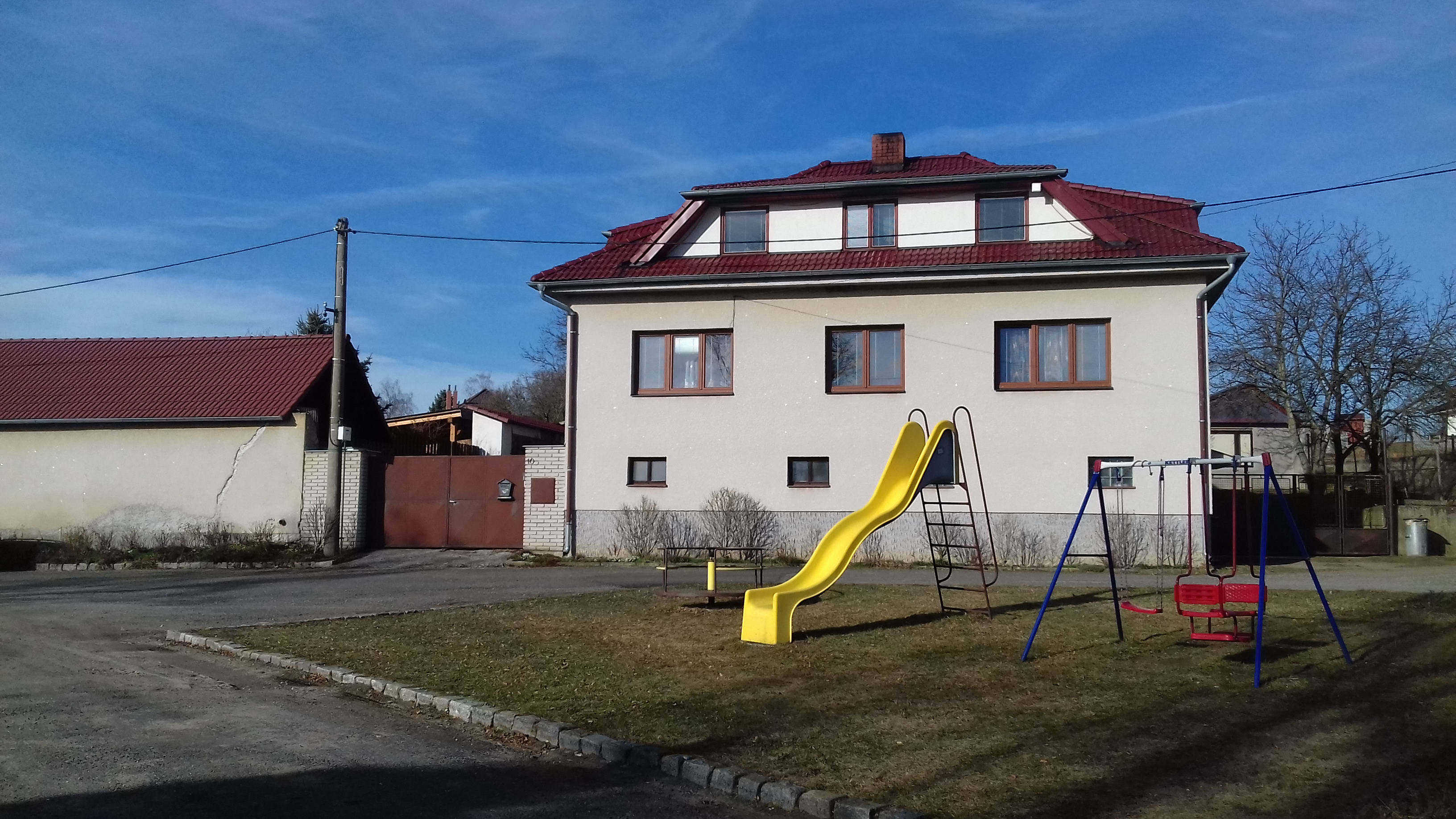
Huis in het dorp (2017)
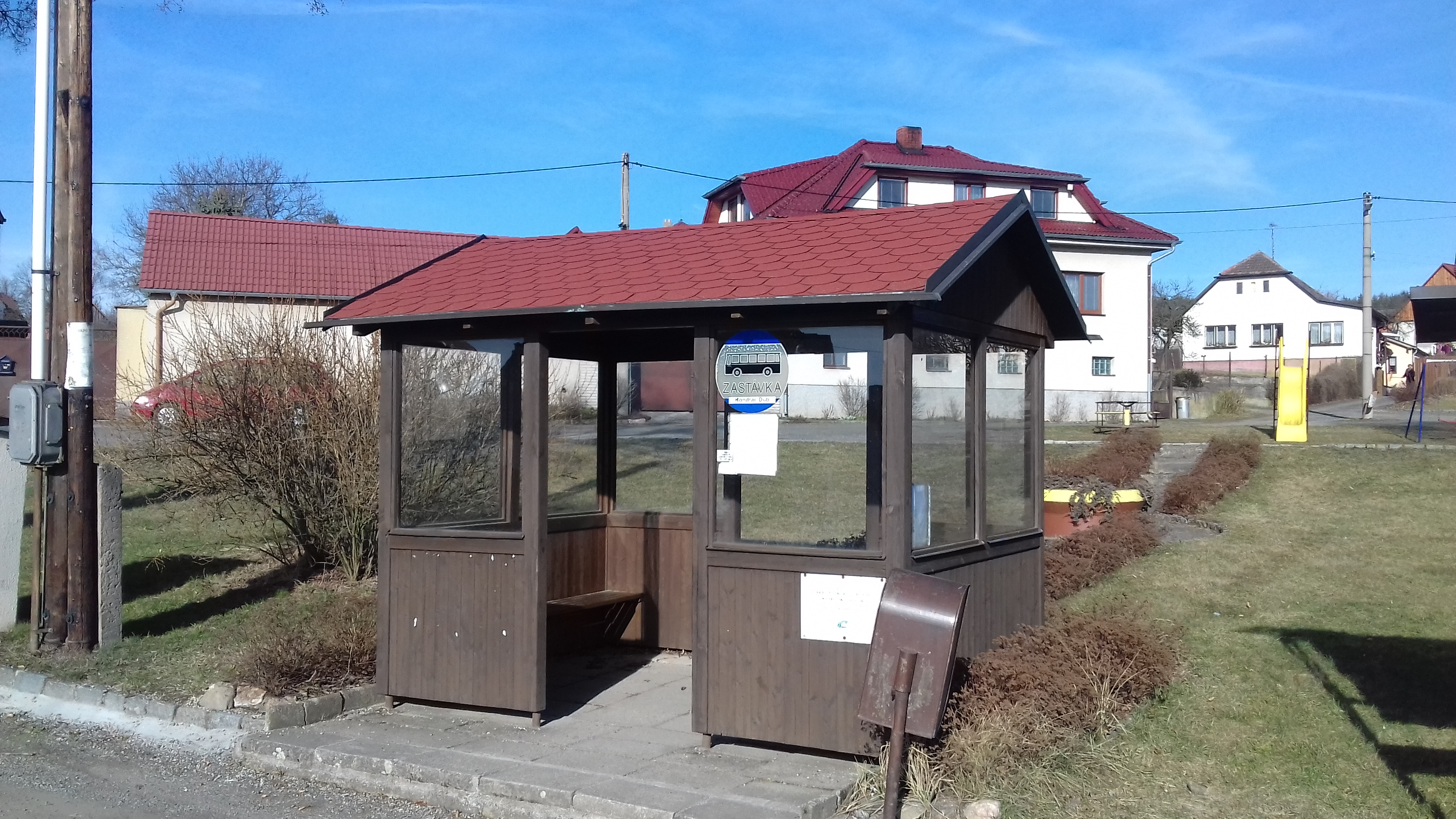
Bushalte Kondrac, Dub (2017)